# Idioma istriano
El istriano, istriota o istrioto es una lengua romance hablada en la región sur de la península de Istria, especialmente en las ciudades de Rovinj (Rovigno) y de Vodnjan (Dignano). Istria se encuentra ubicada en la parte superior del mar Adriático (en Croacia).
Sus hablantes no usaron nunca la denominación "istriano" o "istrioto". Tradicionalmente, existían seis nombres diferentes para cada uno de los dialectos de las localidades donde se hablaba. En Vodnjan se usaba el término "Bumbaro", en Bale "Vallese", en Rovinj "Rovignese", en Šišan "Sissanese", en Fažana "Fasanese" y en Galižana "Gallesanese". El término istroto fue acuñado en el siglo XIX por el lingüista italiano Graziadio Isaia Ascoli.
A principios del siglo XXI, se considera que el número de hablantes estaría entre un millar y dos millares y se consideraba la lengua como una lengua amenazada.

## Historia

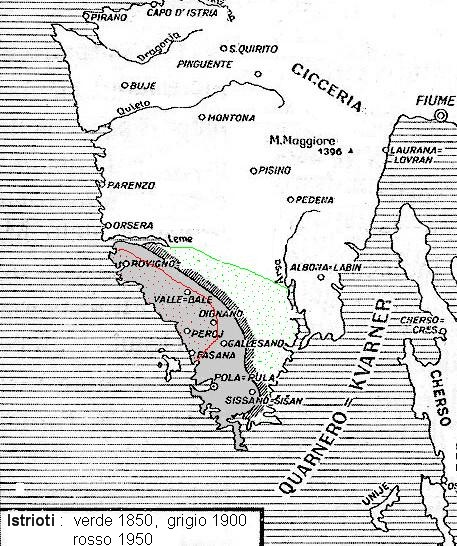
Áreas de lengua istriota (verde en 1850, gris en 1900 y rojo en 1950; en el 2000 solo en Rovigno (Rovinj) y Dignano (Vodjan).

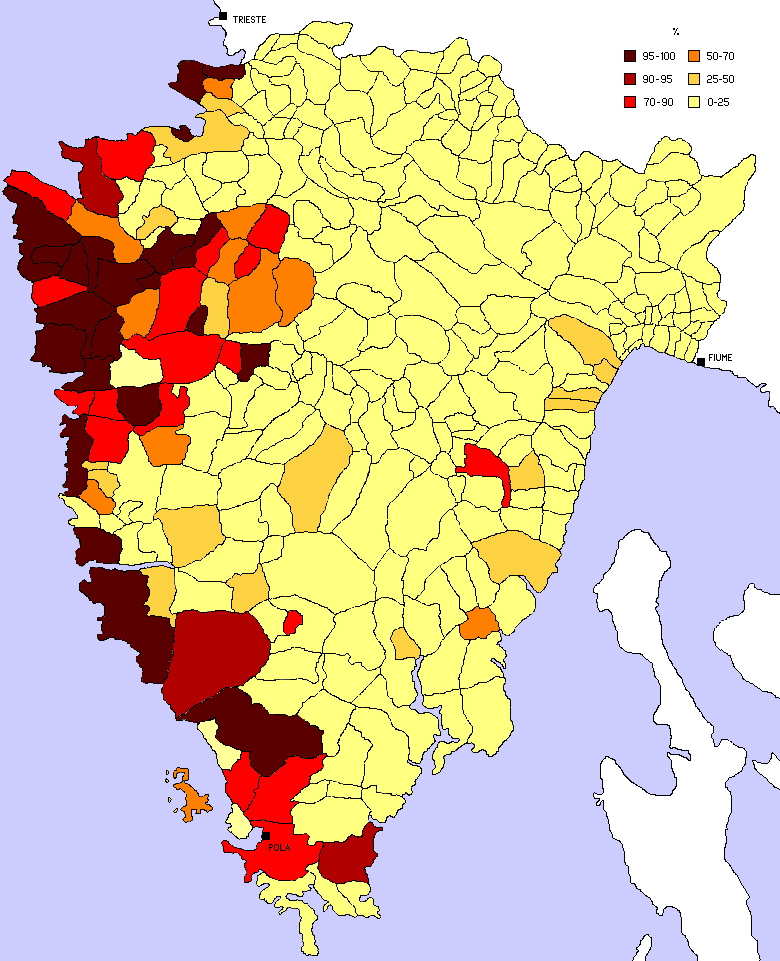
Censo austríaco de 1910, donde se clasifica a los istriotas como italianos.

Después de la caída del Imperio romano de Occidente los istrianos romanizados desarrollaron en el sur de la península de Istria una lengua neolatina propia: el istrioto. La lengua istriana es una lengua neolatina y recibió una fuerte influencia del idioma veneciano, como consecuencia de más de mil años de dominación de la República de Venecia en Istria y en el mar Adriático. Otra lengua que ha influido significativamente en el istriano (y principalmente en su vocabulario) ha sido —a partir del siglo XVI y, sobre todo, desde de la creación del Reino de Italia en el siglo XIX— el italiano.
A primeros del siglo pasado el lingüista Carlo Tagliavini estimaba que el istriano era hablado por 50.000 personas. Pero después de la Segunda Guerra Mundial se verificó un enorme éxodo de 350.000 istro-italianos de Istria para emigrar de la Yugoslavia de Tito y los istrianos se redujeron a unos pocos millares. En Italia todavía viven muchos miles de estos refugiados, especialmente en Trieste.
Como consecuencia de esta emigración, la lengua croata ha sustituido al istriano como lengua principal en el sur de Istria. 
Actualmente, en Istria, quedan solamente cerca de 2.000 hablantes de esta lengua, en su mayoría ancianos, por lo cual la Unesco ha calificado el istriano como una lengua en peligro de extinción.

## Clasificación
El istriano es una lengua neolatina de clasificación dudosa, debido a las singularidades de la lengua que siempre ha tenido un número pequeño de hablantes. El istriano ha sido clasificado de diferentes maneras por diferentes autores:
- como una lengua retorrománica relacionada con el ladin de los Alpes. Según el lingüista italiano Matteo Bartoli, el ladino se extendía hasta Istria hasta el siglo X, desde el sur de Istria al Friul y al área oriental de Suiza.[2]
- como un dialecto italiano septentrional, no relacionado con el idioma véneto o con otras lenguas galoitálicas (opinión compartida por Tullio De Mauro y Maurizio Dardano);
- Como una variedad de transición entre el idioma véneto y el extinto idioma dálmata;[cita requerida]
- Como una lengua perteneciente a una familia más amplia de lenguas del norte de Italia llamada cisalpina (galoitálico ampliado) que incluye las lenguas galoitálicas principales y el véneto.
- Como una lengua independiente dentro del grupo italo-dálmata,
- Como una lengua romance independiente.[3]

El material disponible nos permite establecer una relación estrecha con las lenguas galoitálicas, principalmente con el véneto con quien muestra más similitudes.
Cuando Istria era una región del reino de Italia, el istriano fue considerado por las autoridades como una variante del véneto.

## Tabla de comparación de vocabulario
La siguiente tabla muestra series de cognados en istriano y otras lenguas romances:
| Latín                 | Dálmata  | Italiano        | Istriano | Véneto  | Ligur     | Español   |
| clave(m)              | clav     | chiave          | ciave    | ciave   | ciàve     | llave     |
| cantare               | cantur   | cantare         | cantar   | cantar  | cantâ     | cantar    |
| capra                 | cuopra   | capra           | càvara   | càvara  | cràva     | cabra     |
| lingua(m)             | langa    | lingua          | lengua   | lengua  | léngoa    | lengua    |
| ponte(m)              | punt     | ponte           | ponto    | ponte   | pónte     | puente    |
| caseu(m) formaticu(m) | chiš     | formaggio/cacio | furmajo  | formajo | formàggio | queso     |
| lacte(m)              | lapto    | latte           | lato     | late    | læite     | leche     |
| damnu(m)              | damno    | danno           | dagno    | dano    | dàno      | daño      |
| platea(m)             | plata    | piazza          | piassa   | piassa  | ciàssa    | plaza     |
| coxa(m)               | copsa    | coscia          | còsa     | cossa   | chéuscia  | cuja      |
| pisce(m)              | paisc    | pesce           | pìso     | pésse   | péscio    | pez       |
| pugnu(m)              | poimn    | pugno           | pougno   | pugno   | pùgno     | puño      |
| oculu(m)              | uaclo    | occhio          | uòcio    | òccio   | éuggio    | ojo       |
| cenare                | chenur   | cenare          | senà     | senar   | senà      | cenar     |
| adque-iste            | čost     | questo          | sto      | sto     | stu       | este      |
| iucare                | jocur    | giocare         | zugà     | xugar   | giugà     | jugar     |
| formica(m)            | formaica | formica         | furmeîga | formìga | formîgoa  | hormiga   |
| apis apicula          | juapa    | ape             | ava      | ava     | ava       | abeja     |
| focu(m)               | fuc      | fuoco           | fuògo    | fogo    | fêugo     | fuego     |
| cane(m)               | cuon     | cane            | can      | can     | càn       | can/perro |
| veclus                | vieclo   | vecchio         | viecio   | vecio   | veggio    | viejo     |
| potere                | putar    | potere          | podè     | poder   | podè      | poder     |
| rota(m)               | rauta    | ruota           | rúda     | roda    | rêuda     | rueda     |
| petra(m)              | pitra    | pietra          | piedra   | pedra   | prîda     | piedra    |
| certus                | cairt    | certo           | sierto   | serto   | serto     | cierto    |
| cima                  | čama     | cima            | seîma    | sima    | simma     | cima      |
| pede(m)               | pide     | piede           | peîe     | pie     | pê        | pie       |
| herba(m)              | jerba    | erba            | gièrba   | èrba    | èrba      | hierba    |
| mortu(m)              | muart    | morto           | muòrto   | mòrto   | mòrto     | muerto    |
| ripa(m)               | raipa    | ripa            | reîva    | riva    | rivâ      | riba      |

## Evolución lingüística
Algunas evoluciones fonéticas del istriano son:
- La sonorización de las oclusivas sordas intervocálicas /p, k, t/ como puede verse en palabras como (rúda, piedra, podè, càvara, reîva, ava, furmeîga, zugà y fuògo). Un rasgo típico de las lenguas romances occidentales.
- Palatalización de los grupos latinos (-ce, -ci) como (s, z) como puede verse en palabras como (senà, seîma y sierto). Un rasgo típico de la mayoría de las lenguas romances occidentales.
- Formación de los plurales con (e, i) igual que las lenguas galoitálicas y el italiano.
- Palatalización del grupo latino -CL- como (t͡ʃ) como en la palabra (ciave), también palataliza ante (c) latinas en medio de las palabras como puede verse (ceza, viecio y uòcio) dos rasgos compartidos con las lenguas galoitálicas y romances occidentales.
- Evolución de los grupos iniciales -FL- y -PL- hacía fi y pi igual que las lenguas galoitálicas y italorromances. Ejemplo (piassa).
- Diptongación ante (e, o) breves latinas en palabras como (uòcio, piedra, gièrba, peîe, fuògo, viecio, nuòto y muòrto). Un rasgo compartido con algunas lenguas romances especialmente con el español, aragonés y asturleonés.
- Cambio de la vocal latina final (e) por (o) un rasgo no compartido con ninguna lengua romance por ejemplo (nuoto, pìso y lato)
- No palatalización del grupo latino -CT- como (t) en (lato) una característica compartida con el véneto y las lenguas italorromances.
- Pérdida de ciertas vocales finales como en (uspadal, can o cantar). Una característica compartida con las lenguas galoitálicas.

Además en el vocabulario comparte muchas palabras únicas con las lenguas galoitálicas, principalmente con el véneto.

## Declaración de los derechos humanos en istriano
Istriano
- Dòuti i omi naso lèibari e cunpagni in dignità e diriti. Luri i uò la razón e la cusiensa e i uò da cunpurtase uni invierso l'altro cun spèirito da fradelansa.[8]

Español
- Todos los seres humanos nacen libres e iguales en dignidad y derechos y, dotados como están de razón y conciencia, deben comportarse fraternalmente los unos con los otros.

## Textos en istriano
A continuación se muestran dos textos en istriano:
| Istriano | Español |
| --- | --- |
| La nostra zì oûna longa cal da griebani: i spironi da monto inda uò salvà, e 'l brasso da Vistro uò rastà scuio pei grutoni pioûn alti del mar, ca ruzaghia sta tiera viecia-stara. Da senpro i signemo pissi sensa nom, ca da sui sa prucoûra 'l bucon par guodi la veîda leîbara del cucal, pastadi dala piova da Punente a da Livante e cume i uleîi mai incalmadi. Fra ste carme zì stà la nostra salvissa, cume i riboni a sa salva dal dulfeîn fra i scagni del sico da San Damian; el nostro pan, nado gra li gruote, zi stà inbinideî cul sudur sula iera zbruventa da Paloû... e i vemo caminà par oûna longa cal da griebani, c'ancui la riesta lissada dali nostre urme. | Nuestro camino es largo y de rocas: se salvó las estribaciones del monte y el brazo de Vistro quedó como escollo para las cuevas colocadas sobre el mar, que erosionaron esta tierra vieja presente. Si siempre pesca sin nombre solo para comerse el bocado y disfrutar de la vida libre de las gaviotas, oprimidas por las lluvias del oeste y del este como olivos sin injertos. Entre estas calas estaba nuestra salvación, ya que el besugo es salvado por los delfines entre los pozos de San Damiano cuando está seco; Nuestro pan, nacido entre las cuevas, fue bendecido con el sudor del patio de Palù ... y caminamos por un camino largo de rocas, que hoy permanece lisado a nuestros pasos ". |

| Istriano | Español |
| --- | --- |
| Nel mentre che và vì de çà al nostro Predicadùr per zì al so convento in Venezia ghe fem sto. Padre Predicadùr nui vem savù che a nom de doutti i vo portà un libritto. E zura za savem quil che xì scritto, perché la spiegazion i vem sentù, ma la gran bella crianzia che i o bù in dal nostro parlà gniente i vo ditto, proprio sta roba i la chiolém a pitto, e ve volem laudà dal nostro mu. No seja per repucià, la vostra bùs la' nd' ò tucà da bon, ma purassé, che dalla scur, la' nd' ò mandà alla lus. Con quisto i ve fem donca un altro onur, dal piun grando al mezàn, fint'al morè zigando: !Evviva al bon Predicadur!. Che mandà dal Signur S'ò sfadigà per convertinde dutti dal peccà, che 'nd' aveva fatti brutti, e ‘l Djàvo a lavri sutti xi restà, gran mercì la so favella che 'nd' ò misso in la cal piun dritta e bella. In santificato d'amur e reverenzia i digna nesi! | Se lo dedicamos a nuestro predicador, el día que se despide de nosotros para regresar a su convento en Venecia. Padre Predicador, hemos sabido que en nombre de todos le han traído un librito. Y ya sabemos lo que ahí está escrito, porque sabemos la explicación, pero por la gran cortesía bella que tuvieron en nuestra conversación no te han dicho nada, eso es lo que a nosotros nos importa y queremos alabarte a nuestra manera. No es por halagarte, tu voz nos tocó verdaderamente, pero mucho, que de la oscuridad nos mandó a la luz. Con esto hacemos otro honor, desde el mayor hasta el mediano, hasta el niño gritando: ¡Viva el buen Predicador!. Quien, mandó el Señor, se propuso convertirnos a todos del pecado que nos había hecho brutos, y el Demonio con los labios secos quedó, gracias a sus palabras que nos puso en el camino más derecho y bello. En santificación de amor y respeto al digno nexo! |